# Stefan Eklund
Stefan Frank Lars Eklund, född 25 maj 1961 i Norrköping, är en svensk journalist. Sedan oktober 2024 är han VD för Utgivarna, en intresseorganisation för svenska publicister. I Utgivarna samverkar de medier som värnar yttrandefriheten och den oberoende journalistiken. Medlemmar är Tidningsutgivarna, Sveriges Tidskrifter, Sveriges Television, Sveriges Radio, Utbildningsradion och TV4.
Stefan Eklund skriver också regelbundet litteratur- och teaterkritik i Svenska Dagbladet och Borås Tidning.[källa behövs]
Stefan Eklund växte upp i Borås och Viskafors. Han började som sportjournalist på Borås Tidning och blev senare nyhetschef och 1995 chef för kulturredaktionen, där han var drivande bakom instiftandet av Borås Tidnings debutantpris 2000. Han var kulturchef på Svenska Dagbladet 2008–2010 och chefredaktör på Borås Tidning 2010-2024.
2018 fick Stefan Eklund Publicistklubben Västras stora pris med motiveringen: ”Till en skrivande chefredaktör med känsla för stil och kärlek till viktiga berättelser. Med folkbildning och samhällsnytta som ledstjärnor arbetar han för att göra relevant lokal journalistik och skapa en arena för det demokratiska samtalet.”
Stefan Eklund var juryordförande för Borås Tidnings debutantpris fram till 2009. Därefter har han bland annat suttit i juryn för Stora journalistpriset och Selma Lagerlöfs litteraturpris. Han är juryordförande för Nils Horner-priset. Han sitter också med i styrelsen för Stiftelsen Torgny Segerstedts minne, som bland annat årligen delar ut det publicistiska priset Frihetspennan.